# ふてこ
ふてこ（2000年〈平成12年〉6月20日 - ）は、日本の女性YouTuber、インフルエンサー、アイドル。兵庫県出身。GROVE所属。
TikTokやYouTubeを中心に活動するインフルエンサーとして2018年より活動し、自身のYouTubeチャンネルはカップルチャンネル、個人チャンネルを経て、2023年10月からみぽたぽたとの2人組チャンネルふてみぽちゃんとして運用している。
2021年より女性アイドルグループ「夜光性アミューズ」のメンバーとしても活動している。

## 略歴
インフルエンサーとしての活動はTikTokから始めた。
2018年よりたくみなかうとのカップルYouTubeチャンネル「たくふてちゃんねる」で活動していたが、2019年6月6日に投稿した動画をもって、2人の破局とカップルYouTuberとしての活動終了を報告した。
2019年7月9日よりふてこ自身の個人チャンネルとしてYouTubeへの動画投稿を再開。チャンネル名は「ふてこっちTV」である。
2021年3月28日に結成が発表された株式会社imaginateが展開するアイドルプロジェクト「HEROINES」に所属する女性アイドルグループ「夜光性アミューズ」のオリジナルメンバーとしてアイドル活動を開始。メンバーカラーは紫である。同グループはふてこの他にもTikTokerやYouTuberなどインフルエンサーとしての経歴を持つメンバーが複数所属しており、結成時点で総フォロワー数が200万を超えることが取り上げられた。同年4月17日のZepp Haneda公演にてステージデビュー。ここまで
2023年10月18日の投稿動画で「ふてこっちTV」としての活動を終了することを発表。同時に夜光性アミューズ結成前からの友人で同グループメンバーでもあるみぽたぽたとの2人組で活動していくとし、チャンネル名を「ふてみぽちゃん」へと改名した。ここまで
夜光性アミューズデビュー以降は、ライブアイドルとしてのステージ出演とYouTuber活動に並行して取り組み、アイドル活動の舞台裏を撮影しYouTubeに投稿するなどの発信も行なっている。

## 人物
発信するコンテンツはダンス動画や変顔、恋愛・性のお悩み相談などで、「全力で取り組む姿に好感が持てる」とティーンを中心に支持されている。
2020年にはコスメブランド「Blair（ブレア）」をプロデュースした。

## 出演

### テレビ
- 「怪しい会社　行ってみた。」（2023年7月3日 - 10日 全2回、BSテレ東）[2][15]

### ミュージックビデオ
- G.U.M 「想い焦がれて」[16]
- HIPPY「君に捧げる応援歌」[17]
- そのうちやる音 「血痕願望」[18]
- Kamin 「アッペンダン」[19]
- 山口夕依 「wally kitte」[20]
- Incognito「Nothing Make Me Feel Better」[21]

### ファッションショー
- KANSAI COLLECTION 2020 SPRING & SUMMER[22]
- FASHION LEADERS 2019 AUTUMN & WINTER[23]